# Rozteč obrazových bodů

Rozteč obrazových bodů u obrazovek s různou strukturou pixelů

Rozteč obrazových bodů (též řádková rozteč, velikost obrazového bodu, anglicky dot pitch, line pitch, stripe pitch, phosphor pitch) je parametr počítačových monitorů, tiskáren, skenerů a jiných zařízení pracujících s rastrovou grafikou, která udává vzdálenost mezi nejbližšími body téže barvy (subpixely). Někdy používaná spojení velikost obrazového bodu nebo velikost pixelu nejsou zcela přesná, protože je nutné brát v úvahu i vzdálenosti mezi RGB trojicemi obrazových bodů.

## Jednotky a způsob měření
Rozteč obrazových bodů se měří v délkových jednotkách (menší číslo znamená vyšší rozlišení), obvykle v milimetrech (mm) nebo jako počet obrazových bodů na jednotku vzdálenosti (obvykle palec, 25,4 mm), uváděný jako DPI (větší číslo znamená vyšší rozlišení). Menší rozteč dává ostřejší obraz (protože obraz má více bodů na jednotku plochy). Kvalitu obrazu však mohou ovlivňovat i další faktory, mj.:
- Nedokumentovaná nebo nedostatečně dokumentovaná metoda měření, ve spojení s neznalostí existence jiných metod
- Zaměňování pixelů a subpixelů
- Proměnná rozteč prvků na ploše obrazovky (např. rozšiřující se v rozích v porovnání se středem)
- Různé geometrie pixelů
- Různé poměry stran obrazu a pixelů
- Různé detaily, např. Kellův faktor nebo prokládání videa

Přesný poměr mezi horizontální a diagonální roztečí obrazových bodů závisí na designu monitoru (viz geometrie pixelů a širokoúhlý obraz), ale typické laciné monitory s roztečí 0,28 mm diagonálně mívají horizontální rozteč 0,24 nebo 0,25 mm, kvalitní monitory s roztečí 0,26 mm diagonálně mívají horizontální rozteč 0,22 mm.
Výše uvedené měření rozteče obrazových bodů úplně neplatí pro obrazovky se štěrbinovou maskou. Takové obrazovky mají souvislé svislé pruhy luminiforů, takže svislá vzdálenost mezi vykreslovanými řádky je omezena pouze vertikálním rozlišením videovstupu a tloušťkou elektronového paprsku; taková zařízení nemají vertikální 'rozteč obrazových bodů'. Štěrbinová maska pouze má horizontální 'rozteč obrazových bodů', anglicky stripe pitch.

## Obvyklé hodnoty rozteče obrazových bodů
| Rozlišení          | Megapixelů | Úhlopříčka (palců) | Rozteč bodů (μm) | Rozlišení (ppi) |
| ------------------ | ---------- | ------------------ | ---------------- | --------------- |
| 1024×768 (XGA)     | 0,78       | 15                 | 297              | 085,5           |
| 1280×768 (WXGA)    | 0,98       | 15,4               | 262              | 096,9           |
| 1280×800 (WXGA)    | 1,01       | 15,4               | 259              | 098,0           |
| 1280×800 (WXGA)    | 1,01       | 17                 | 286              | 088,8           |
| 1280×1024 (SXGA)   | 1,31       | 17                 | 264              | 096,2           |
| 1280×1024 (SXGA)   | 1,31       | 18,1               | 280              | 090,7           |
| 1280×1024 (SXGA)   | 1,31       | 19                 | 294              | 086,3           |
| 1440×900 (WXGA+)   | 1,29       | 15,4               | 230              | 110,4           |
| 1440×900 (WXGA+)   | 1,29       | 17                 | 254              | 100,0           |
| 1440×900 (WXGA+)   | 1,29       | 19                 | 285              | 089,1           |
| 1400×1050 (SXGA+)  | 1,51       | 15                 | 214              | 118,6           |
| 1400×1050 (SXGA+)  | 1,51       | 20,1               | 292              | 087,0           |
| 1680×1050 (WSXGA+) | 1,76       | 15,4               | 197              | 128,9           |
| 1680×1050 (WSXGA+) | 1,76       | 17                 | 218              | 116,5           |
| 1680×1050 (WSXGA+) | 1,76       | 19                 | 244              | 104,0           |
| 1680×1050 (WSXGA+) | 1,76       | 20,1               | 258              | 098,4           |
| 1680×1050 (WSXGA+) | 1,76       | 21                 | 269              | 094,4           |
| 1680×1050 (WSXGA+) | 1,76       | 22                 | 282              | 090,0           |
| 1600×1200 (UXGA)   | 1,92       | 15                 | 191              | 132,9           |
| 1600×1200 (UXGA)   | 1,92       | 20,1               | 255              | 099,6           |
| 1600×1200 (UXGA)   | 1,92       | 21,3               | 270              | 094,0           |
| 1920×1200 (WUXGA)  | 2,30       | 15,4               | 173              | 146,8           |
| 1920×1200 (WUXGA)  | 2,30       | 17                 | 191              | 132,9           |
| 1920×1200 (WUXGA)  | 2,30       | 23                 | 258              | 098,4           |
| 1920×1200 (WUXGA)  | 2,30       | 24                 | 270              | 094,0           |
| 1920×1200 (WUXGA)  | 2,30       | 25,5               | 287              | 088,5           |
| 1920×1200 (WUXGA)  | 2,30       | 27                 | 303              | 083,8           |
| 2560×1440 (WQHD)   | 3,68       | 27                 | 233              | 108,8           |
| 2560×1440 (WQHD)   | 3,68       | 32                 | 273              | 093,0           |
| 2560×1600 (WQXGA)  | 4,09       | 30                 | 250              | 101,6           |
| 3840×2400 (WQUXGA) | 9,21       | 22,2               | 125              | 203,2           |